# Bryobrothera crenulata
Bryobrothera crenulata là một loài Rêu trong họ Hookeriaceae. Loài này được (Broth. & Paris) Thér. mô tả khoa học đầu tiên năm 1921.